# Skogsträdnäktergal
Skogsträdnäktergal (Tychaedon leucosticta) är en fågel i familjen flugsnappare. Den förekommer i delar av västra och centrala Afrika. Den tros minska i antal, men anses vara livskraftig.

## Utseende och läte
Skogsträdnäktergal är en i varierande grad beigebrun tätting med tydligt vitt på stjärtspets, strupe, vinge och i ett ögonbrynsstreck. Undersidan är varmbrun och övergumpen är roströd. Liknande savannträdnäktergalen skiljer sig genom diffust streckat bröst och rostrött längst in på stjärten. Sången är en varierad musikalisk serie, "teee-tooo-tree-too-loo-dee-doo", först stigande och sedan fallande.

## Utbredning och systematik
Skogsträdnäktergal förekommer i Väst- och Centralafrika. Den delas upp i fyra underarter med följande utbredning:
- Tychaedon leucosticta reichenowi – förekommer i norra Angola
- leucosticta-gruppen
  - Tychaedon leucosticta leucosticta – förekommer i Ghana
  - Tychaedon leucosticta colstoni – förekommer i Sierra Leone (Kambui Hills) och Liberia
  - Tychaedon leucosticta collsi – förekommer från Centralafrikanska republiken till nordöstra Demokratiska republiken Kongo och västra Uganda

### Familjetillhörighet
Skogsträdnäktergal med släktingar ansågs fram tills nyligen liksom bland andra stenskvättor, stentrastar och buskskvättor vara små trastar. DNA-studier visar dock att de är marklevande flugsnappare (Muscicapidae) och förs därför numera till den familjen.

## Levnadssätt
Skogsträdnäktergalen hittas i ursprungliga låglänta städsegröna skogar och buskmarker, men kan också röra sig in i odlingsbygd och liknande av människan påverkade miljöer samt i skogar i förkastningsbranter upp till 1600 meters höjd. Den är skygg och ses vanligen i par, ofta först upptäckt genom sången.

## Status och hot
Arten har ett stort utbredningsområde, men tros minska i antal, dock inte tillräckligt kraftigt för att den ska betraktas som hotad. Internationella naturvårdsunionen IUCN listar arten som livskraftig (LC).